# Castello di Bolzaneto
Il castello di Bolzaneto è un ex fortilizio difensivo sito in piazza Ospedale Pastorino, nel quartiere genovese di Bolzaneto, nella val Polcevera.

## Storia
Il castello di Bolzaneto si trova sulla piccola altura di Montebello, a poca distanza dal casello autostradale di Bolzaneto dell'autostrada A7. Più volte distrutto, ricostruito e rimaneggiato, divenne all'inizio del Novecento un'elegante residenza signorile, ed è attualmente utilizzato come struttura sanitaria.
Il fortilizio fu costruito su uno sperone roccioso ai piedi della collina di Brasile, un tempo affacciato a strapiombo sulla riva sinistro del Polcevera, nel luogo dove alla confluenza del Secca esisteva una vasta zona melmosa chiamata Bratte (fango in ligure), circostanze che ne facevano una postazione quasi inespugnabile e in posizione ideale per il controllo della viabilità e del territorio circostante.

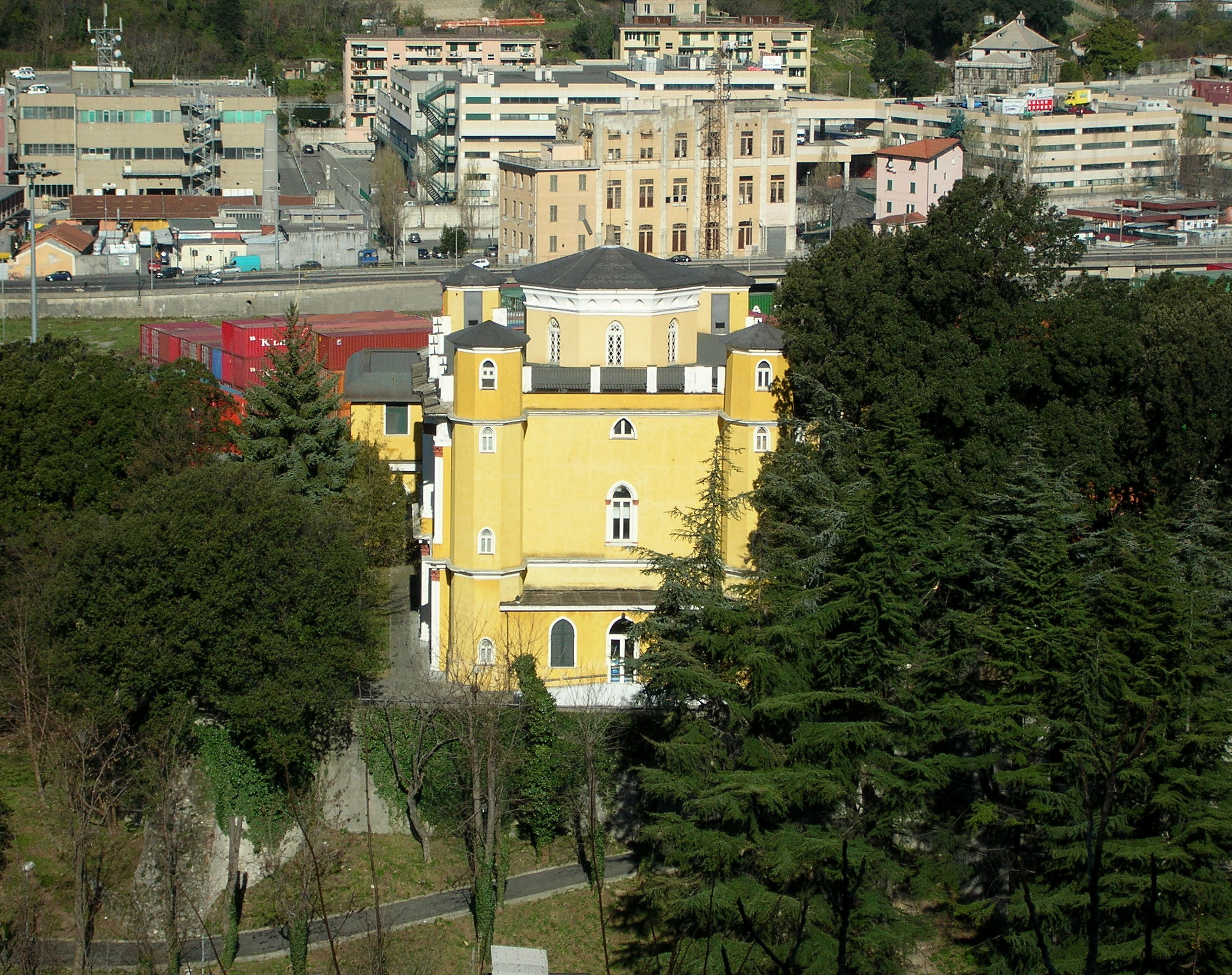
Il castello visto dalla collina di Brasile

Dopo la bonifica delle Bratte, con la creazione delle attuali aree urbane e la costruzione di strade e capannoni, è difficile cogliere l'importanza strategica che ebbe in passato quella rocca, passaggio obbligato tra la bassa e l'alta val Polcevera, a poca distanza dal guado sul Secca percorso dalla via che da Pontedecimo attraverso le colline sulla sinistra del Polcevera portava a Genova.
La origini di questo fortilizio difensivo, attorno al quale si è sviluppato il borgo di Bolzaneto, potrebbero risalire agli inizi del XIV secolo quando fu costruito, insieme ad altre rocche fortificate oggi scomparse (Pontedecimo e Sant'Olcese), per volontà della famiglia Adorno, che aveva a quel tempo notevoli interessi economici in val Polcevera.
Non resta alcuna descrizione di questo primo fortilizio, distrutto tra il 1336 e il 1337 negli scontri tra fazioni guelfe e ghibelline (a Genova detti Rampini e Mascherati); il castello fu ricostruito dalla Repubblica di Genova nel 1380 per volontà del doge Nicolò Guarco, come presidio a difesa da possibili invasori provenienti da nord che scendendo per la val Polcevera avrebbero potuto minacciare Genova. Con questa ricostruzione assunse la struttura che, sia pure dopo vari rimaneggiamenti, conserva tuttora, a forma quadrata con torrione centrale ottagonale con copertura a falde e quattro torri più piccole agli angoli. In seguito l'edificio fu affiancato da un lungo corpo di fabbrica di forma parallelepipeda.
Nel 1382 ne è citato come castellano un certo Bertone Brusca, a capo di una guarnigione composta da una ventina di balestrieri. Nei primi decenni del Quattrocento ospitò per un breve periodo la sede della Podesteria di Polcevera (suddivisione amministrativa della Repubblica di Genova). Nel 1435, durante la guerra tra la Repubblica di Genova e il Ducato di Milano, che godeva dell'appoggio dalla fazione ghibellina, cadde nelle mani delle truppe di Filippo Maria Visconti, che lo tennero fino alla fine di quello stesso anno, quando una sollevazione popolare cacciò i Visconti da Genova.
Dopo quelle vicende il fortilizio non si è più trovato al centro di fatti d'armi di rilievo. Durante le vicende belliche del 1746-1747 e poi ancora nel 1800 fu occupato dalle truppe austriache, ma non si ha notizia di un suo coinvolgimento in scontri armati.
Rimasto per molto tempo abbandonato a sé stesso, agli inizi del Novecento, dismesso come presidio militare, fu acquistato dalla famiglia Pastorino e trasformato prima in villa di campagna in stile neogotico con parco all'inglese, poi, per volontà di Carlo Pastorino, divenne un ospedale intitolato alla madre Carolina Pastorino, rimasto attivo fino agli anni ottanta del Novecento. Dal 2002 ospita una residenza sanitaria assistenziale e un "hospice" per malati terminali gestito dall'Associazione Gigi Ghirotti Onlus Genova.